# Rigny-Ussé
Rigny-Ussé is een gemeente in het Franse departement Indre-et-Loire (regio Centre-Val de Loire). De plaats maakt deel uit van het arrondissement Chinon. Rigny-Ussé telde op 1 januari 2022 526 inwoners.
De gemeente is bekend door het kasteel van Ussé.

## Geografie
De oppervlakte van Rigny-Ussé bedroeg op 1 januari 2022 13,97 vierkante kilometer; de bevolkingsdichtheid was toen 37,7 inwoners per km².

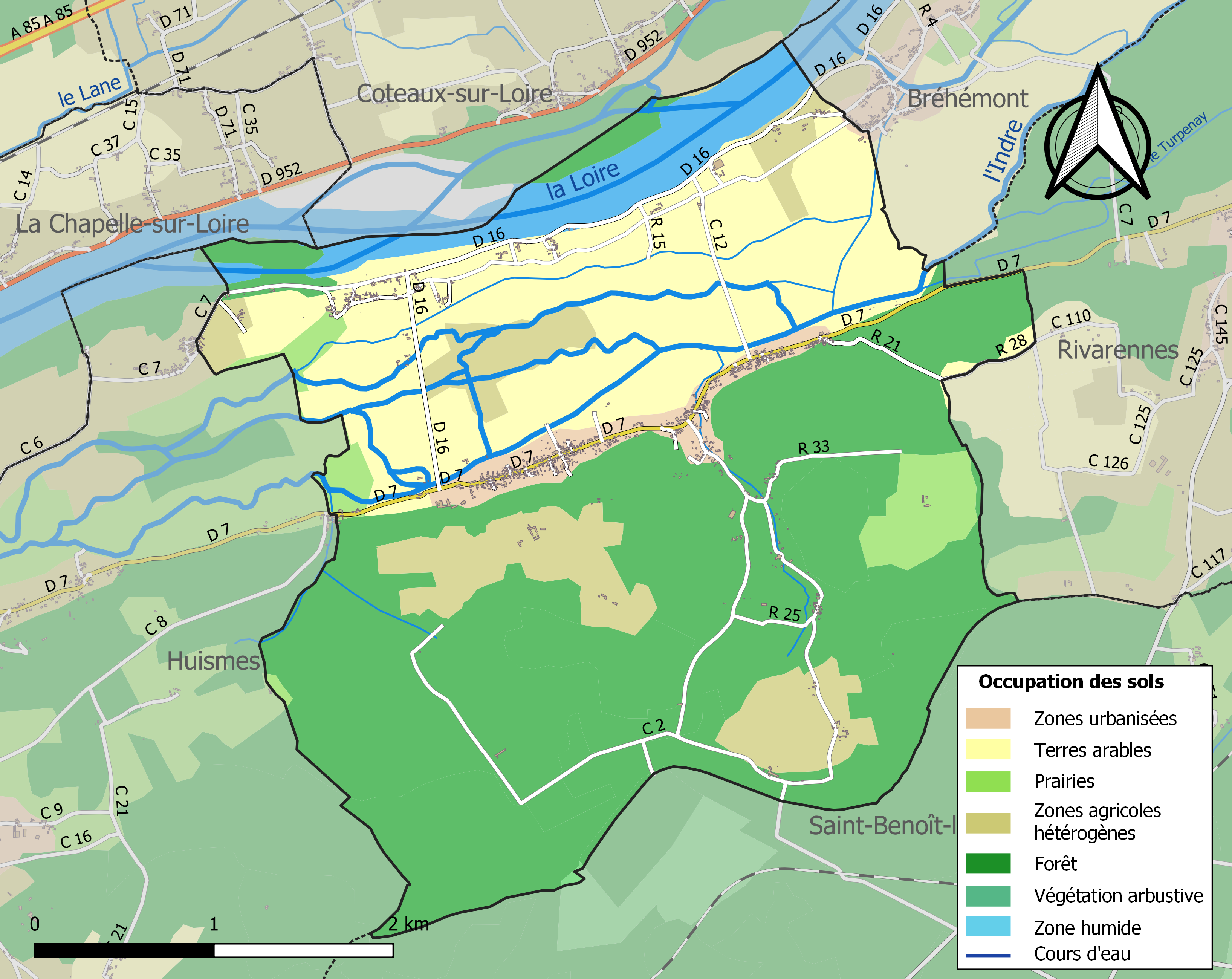
Kaart van de gemeente met belangrijkste infrastructuur, bodemgebruik en omliggende gemeenten

## Demografie
Onderstaande figuur toont het verloop van het inwonertal (bron: INSEE-tellingen).